# Мухоловка сибірська
Мухоло́вка сибірська (Muscicapa sibirica) — вид горобцеподібних птахів родини мухоловкових (Muscicapidae). Мешкає в Азії.

## Опис

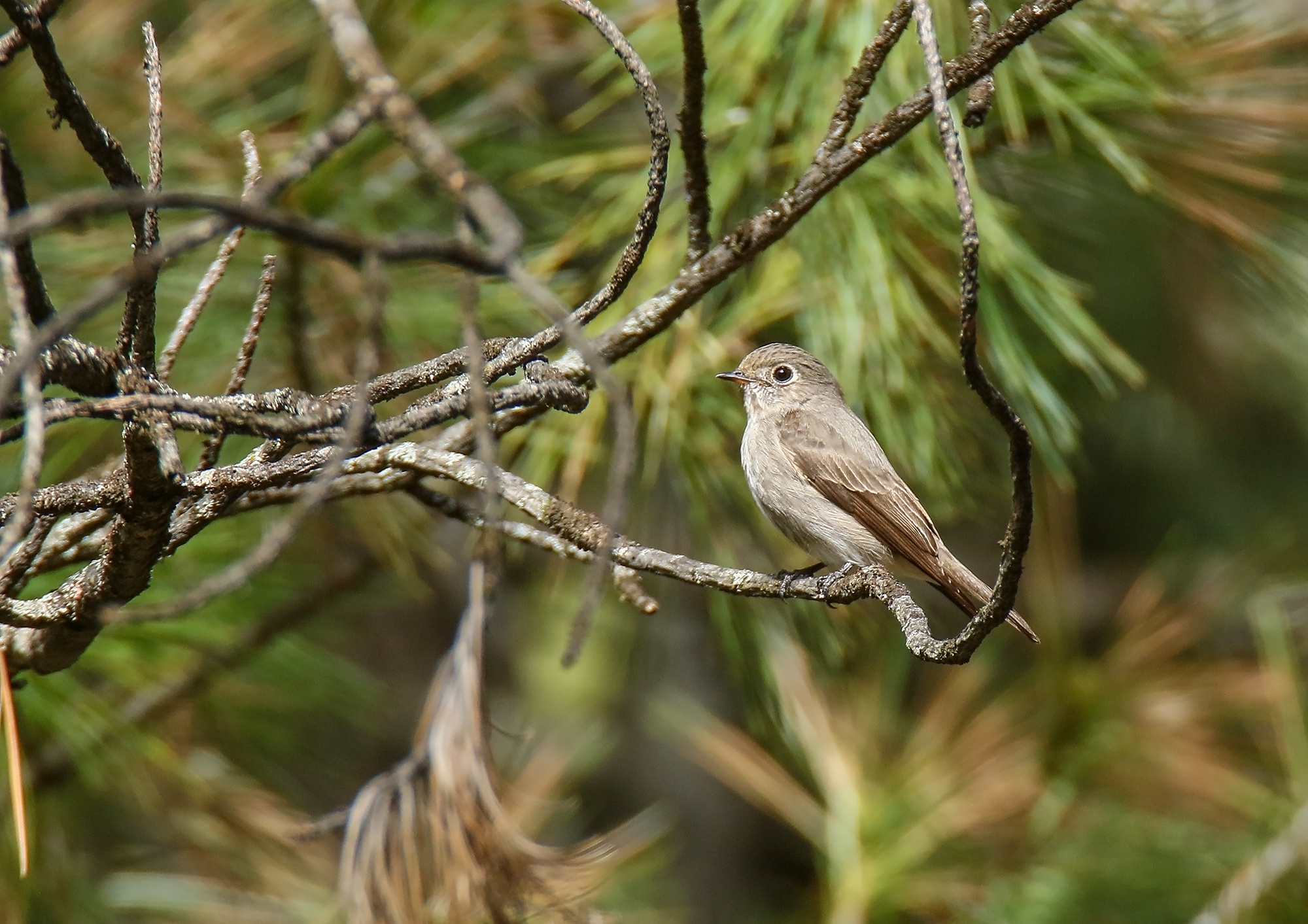
Сибірська мухоловка (Пакистан)

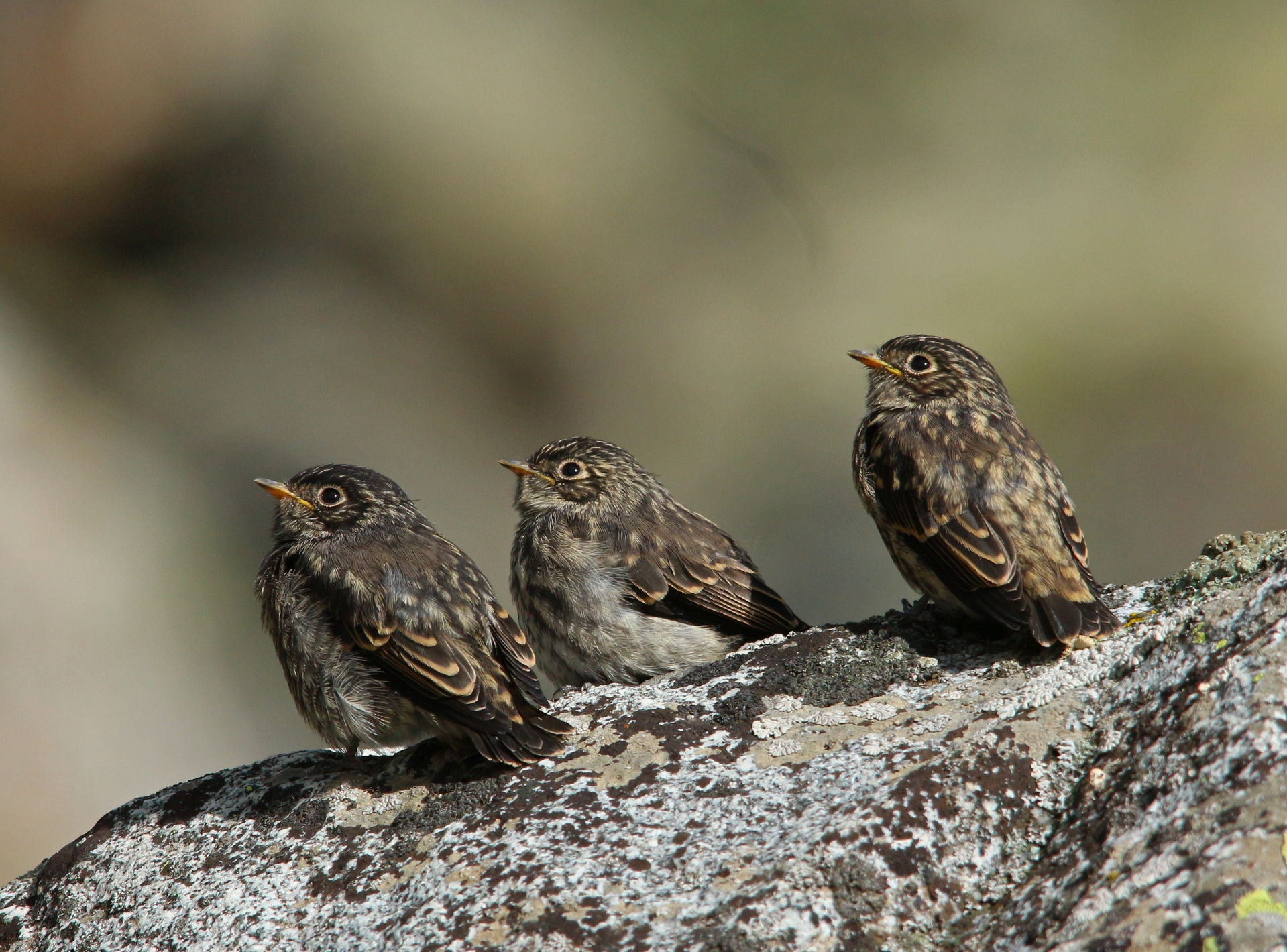
Молоді сибірські мухоловки

Довжина птаха становить 13-14 см, вага 8,5-12 г. Верхня частина тіла рівномірно темно-сіро-коричнева, на крилах світлі смуги, третьорядні махові пера мають світлі краї. Груди і боки поцятковані темно-сіро-коричневими смугами. Горло біле, відділене темною смугою, під дзьобом бліді "вуса". Нижня частина живота і живіт білі, гузка біла, пера на ній мають темну центральну частину. Дзьоб короткий, темний, лапи чорні. Очі ведикі, навколо очей білуваті кільця. Крила відносно довгі. Виду не притаманний статевий диморфізм. У молодих птахів верхня частина тіла поцяткована світлими плямами, груди плямисті, покривні пера крил мають охристі кінчики. Спів — серія високих, тонких нот з трелями і свистом.

## Підвиди
Виділяють чотири підвиди:
- M. s. sibirica Gmelin, JF, 1789 — від півдня Центрального Сибіру до Кореї і Японії. Зимують в Індокитаї і на півночі Калімантану;
- M. s. gulmergi (Baker, ECS, 1923) — західні Гімалаї (від північно-східного Афганістану до Кашміру і Гархвалу);
- M. s. cacabata Penard, TE, 1919 — від центральних Гімалаїв до південного Тибету і Північно-Східної Індії. Зимують на півдні М'янми і Таїланду;
- M. s. rothschildi (Baker, ECS, 1923) — від центрального Китаю до північної М'янми. Зимують в Південному Китаї, Індокитаї, на Малайському півострові і Суматрі.

## Поширення і екологія
Сибірські мухоловки гніздяться в Сибіру та у Північно-Східній Азії, а також в Гімалаях і горах Китаю. Взимку вони мігрують до Південно-Східної Азії. Бродячі птахи спостерігалися на Алясці та в місті Гебн в Ісландії. Сибірські мухоловки живуть в тайзі, хвойних і мішаних лісах, на узліссях і галявинах, в рідколіссях, в парках і садах, часто поблизу води. В Китаї зустрічаються на висоті до 400 м над рівнем моря, в Японії на висоті до 2400 м над рівнем моря, на заході Гімалаїв на висоті від 2000 до 3350 м над рівнем моря, на сході Гімалаїв на висоті від 2400 до 3600 м над рівнем моря, загалом переважно на висоті понад 1400 м над рівнем моря. 
Сибірські мухоловки живляться комахами, на яких чатують, сидячи на відкритому місці. Після того, як птахи спіймають комаху, вони повертаються до свого сідала. Сезон розмноження триває з травня по серпень. Гніздо має чашоподібну форму, розміщується на гілці дерева, іноді в дуплі, на висоті від 2 до 18 м над землею. В кладці від 3 до 5 блідо-зелених яєць, поцяткованих червонуватими плямками.